# 国立海洋博物馆
国立海洋博物馆位于韩国釜山广域市影岛区，是韩国首座海洋综合博物馆。

## 历史
博物馆占地面积4万5千平方米，建筑面积25,870平方米，总投资1142亿韩元，于2012年7月9日正式开馆。 国立海洋博物馆共分四层。一层是海洋图书馆，拥有2万多册海洋类图书，并设有多媒体体验空间。二至四层是有关海洋的展示馆和影像馆。 展示馆由航海船舶、海洋历史人物、海洋文化、海洋产业、海洋科学、海洋领土、海洋生物、海洋体验和儿童博物馆9个常设展示馆和1个企划展示馆组成。 馆内藏品达1万余件。 博物馆内还陈列有实物的1/2规格的朝鲜通信使船复原件，这是韩国国内最大规格的朝鲜通信使船复原件。 博物馆的四层建有一个4D影像馆，可以体验4D立体海洋世界。